# Comuna de Solec nad Wisłą
Solec nad Wisłą (polaco: Gmina Solec nad Wisłą) é uma gminy (comuna) na Polónia, na voivodia de Mazóvia e no condado de Lipski. A sede do condado é a cidade de Solec nad Wisłą.
De acordo com os censos de 2004, a comuna tem 6140 habitantes, com uma densidade 44,7 hab/km².

## Área
Estende-se por uma área de 137,41 km², incluindo:
- área agrícola: 71%
- área florestal: 21%

## Demografia
Dados de 30 de Junho 2004:
|                      | Total   | Total | Mulheres | Mulheres | Homens  | Homens |
| -------------------- | ------- | ----- | -------- | -------- | ------- | ------ |
|                      | pessoas | %     | pessoas  | %        | pessoas | %      |
| População            | 6140    | 100   | 3163     | 51,5     | 2977    | 48,5   |
| Densidade (pop./km²) | 44,7    | 100   | 23       | 23       | 21,7    | 21,7   |

De acordo com dados de 2002, o rendimento médio per capita ascendia a 1279,15 zł.

## Subdivisões
- Boiska, Dziurków, Glina, Kalinówek, Kępa Gostecka, Kępa Piotrawińska, Kłudzie, Boiska-Kolonia, Kolonia Nadwiślańska, Las Gliniański, Marianów, Pawłowice, Przedmieście Bliższe, Przedmieście Dalsze, Sadkowice, Słuszczyn, Solec nad Wisłą, Wola Pawłowska, Zemborzyn Drugi, Zemborzyn Pierwszy, Zemborzyn-Kolonia.

## Comunas vizinhas
- Chotcza, Lipsko, Józefów nad Wisłą, Łaziska, Tarłów